# Heinrich Ancker (Politiker, 1850)
Heinrich Ancker (* 27. Dezember 1850 in Ruß; † 19. Januar 1900 ebenda) war ein deutscher Spediteur, Politiker und Mitglied des Deutschen Reichstags.

## Leben
Ancker besuchte das Gymnasium in Tilsit und absolvierte eine kaufmännische Ausbildung in Deutschland und England. Später trat er in das Speditionsgeschäft seines Vaters ein, das er nach dessen Tode im Jahre 1881 gemeinschaftlich mit seinem Bruder übernahm.
Von 1893 bis 1898 war er Mitglied des Deutschen Reichstags für den Wahlkreis  Reichstagswahlkreis Regierungsbezirk Königsberg 1 und die Freisinnige Volkspartei.